# Al-Àdil II

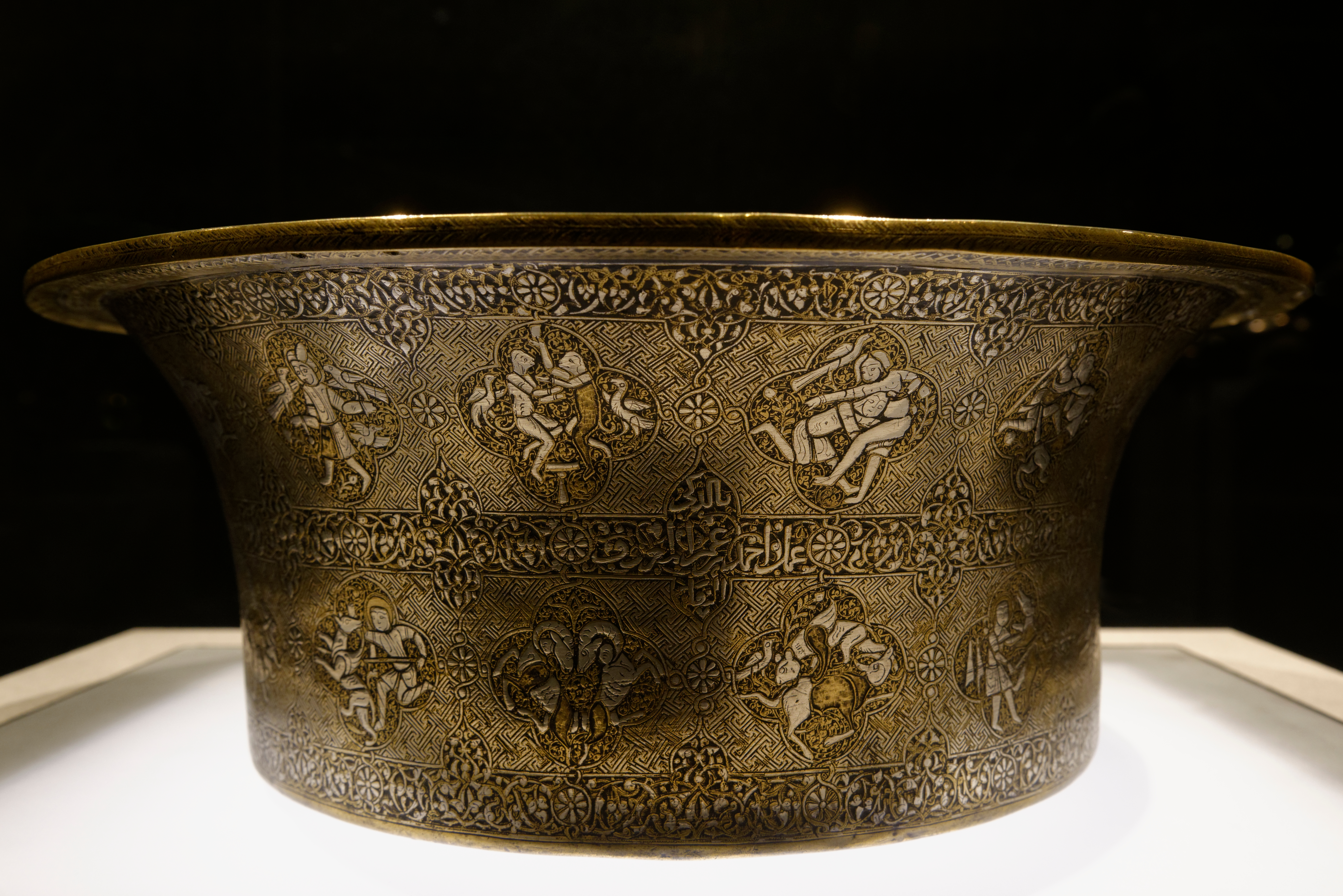
Peça d'orfebreria d'Adil II. Museu del Louvre.

Al-Màlik al-Àdil Abu-Bakr Sayf-ad-Din ibn ibn Nàssir-ad-Din Muhàmmad al-Kàmil —àrab: الملك العادل أبو بكر سيف الدين بن ناصر الدين محمدالكامل, al-Malik al-ʿĀdil Abū Bakr Sayf ad-Dīn b. Nāṣir ad-Dīn Muḥammad al-Kāmil—, més conegut com a al-Àdil ibn al-Kàmil o al-Àdil (II) (c. 1221 - el Caire, 9 de febrer de 1248) fou fill d'al-Kàmil (sultà d'Egipte 1218-1238) i net d'Al-Adil I. Va succeir el seu pare en el govern d'Egipte el 1238 però el 1239 fou destronat a Damasc pel seu germà gran as-Sàlih Ayyub que el 1240 es va apoderar d'Egipte i va assolir el poder.
Va morir a la presó al Caire el 9 de febrer de 1248.